# Analbuminämie
Die Analbuminämie bezeichnet eine seltene Form der Dysproteinämie, bei der das Protein Albumin im Blutplasma gänzlich fehlt.

## Ursachen und Symptome
Bei der Analbuminanämie handelt es sich um eine hereditäre, autosomal-rezessiv vererbliche Dysproteinämie. Die Patienten weisen Transportstörungen für verschiedene Hormone, Enzyme und Kalzium sowie eine nur geringe Ödemneigung auf.

## Folgen
Die Albuminverminderung wird weitgehend durch Vermehrung der Globuline, Druckminderung in den Kapillaren und über renale Mechanismen kompensiert. Die neuere Forschung hat gezeigt, dass Personen, die wegen der genetischen Abweichung keine Albumine ausbilden, eine normale Lebenserwartung ohne größere gesundheitliche Beeinträchtigungen haben.